# Koncz Ferenc
Koncz Ferenc (Tornaszentjakab, 1959. október 2. – Bekecs, 2020. július 10.) magyar politikus, országgyűlési képviselő, a Borsod-Abaúj-Zemplén Megyei Közgyűlés alelnöke (2006–2010), Szerencs város polgármestere (2010–2018). 

## Iskolái és a közéleti szereplése előtti időszak
1978-ban érettségizett le a miskolci Gépipari Szakközépiskola gépgyártástechnológiai szakán. A Borsodi Állami Építőipari Vállalatnál kezdett el dolgozni, 1980-ban a ragályi általános iskola képesítés nélküli nevelője lett. Miután letöltötte a kötelező sorkatonai szolgálatot, 1983–1985 között a nyíregyházi Bessenyei György Tanárképző Főiskolán, 1985–1987 között az ELTE Tanárképző Főiskolai Karának matematika-fizika szakán tanult, majd tanári diplomát kapott. Egy évig Budapesten tanított, majd 1988-ban Szerencsre költözött és a szerencsi Rákóczi Zsigmond Általános Iskolában tanított tovább.

## Közéleti szereplőként

### Önkormányzati pályafutása
1990–2010 között önkormányzati képviselő Szerencsen, 2001–2002 között Szerencs alpolgármestere, időközben volt bizottsági elnök, tanácsnok.
2010-től Szerencs város polgármestere, posztjára 2014-ben újraválasztották. Megbízatásáról 2018-ban – országgyűlési képviselővé választása miatt – lemondott.
2002–2006 között a Borsod-Abaúj-Zemplén megyei Közgyűlés tagja, 2006–2010 között alelnöke volt.

### Parlamenti pályafutása
Négy ciklusban volt országgyűlési képviselő.
1998–2002 között a Fidesz Borsod-Abaúj-Zemplén megyei listáján választották országgyűlési képviselővé. Az Országgyűlés Ifjúsági és Sport Bizottságának, valamint a Környezetvédelmi Bizottságnak lett tagja.
2002-ben a Fidesz–MDF jelöltjeként – szoros versenyben, bírósági döntés után –, mindössze két szavazattal maradt alul Borsod-Abaúj-Zemplén megye 11. választókerületében. 2004–2006 között országos listán lett – az európai parlamenti képviselővé választott Gyürk András helyett – újra országgyűlési képviselő.
2010–2014 között Borsod-Abaúj-Zemplén megye 11., Szerencs székhelyű választókerületének országgyűlési képviselője volt. Az Országgyűlés Fenntartható Fejlődés Bizottságának tagja, az Energiaügyi Albizottság elnöke volt.
2018-tól Borsod-Abaúj-Zemplén megye 6., Tiszaújváros székhelyű választókerületének országgyűlési képviselője. Az Országgyűlés Fenntartható Fejlődés Bizottságának tagja, az Éghajlatvédelmi Albizottság elnöke volt.

## Halála
2020. július 10-én motorbalesetben az életét vesztette Bekecsen. A balesetért a vele ütköző autóst, Lengyelné Bús Zitát, a közeli Legyesbénye polgármesterét találta hibásnak a nyomozás.

## Elismerések
- Szegilong község díszpolgára (2014)[12]
- A felvidéki Rozsnyó (Szerencs testvérvárosa) díszpolgára (2015)[13]
- Az Év Polgármestere kitüntetést vehette át a XXII. Városi Polgármesterek Randevúján (2016)[14]
- Szerencs díszpolgára (2019)[15]

## Családja
Nős volt, három gyermekük született. Egyikük, Koncz Zsófia az időközi választást megnyerve, apja helyét átvéve 2020 októberétől parlamenti képviselő.